# Circuit de Rouen-Les-Essarts
El circuit de Rouen-Les-Essarts, sovint conegut simplement com a circuit de Rouen, va ser un circuit de curses temporal de 5,543 km de longitud situat a Orival, prop de Rouen, a Normandia (França) que va estar en actiu del 1950 al 1994. El nom "Les Essarts" li venia d'un antic poble homònim que havia estat incorporat a la comuna de Grand-Couronne el 1874.

## Característiques

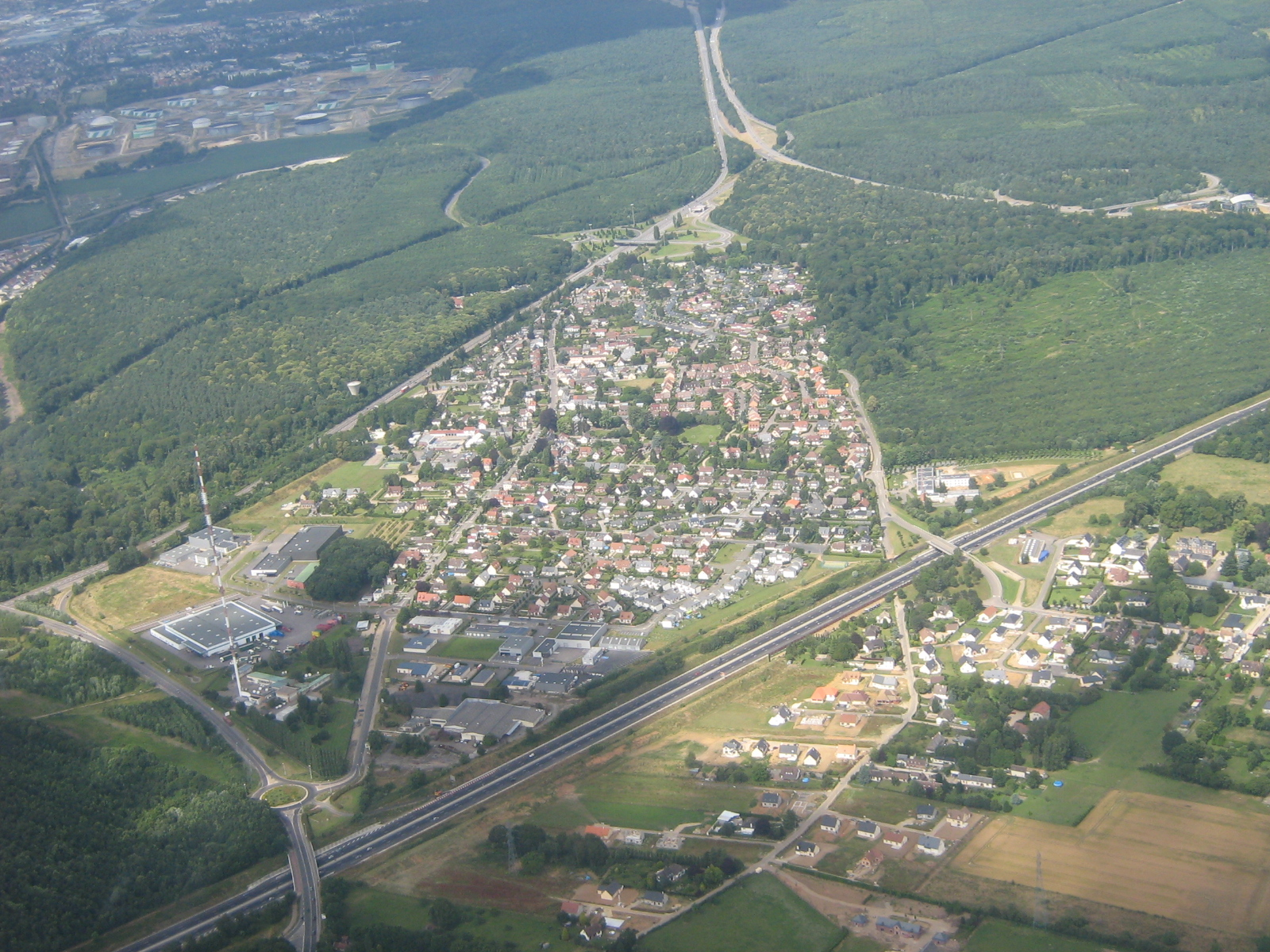
Vista àeria de Les Essarts, a Grand-Couronne

Des de la seva obertura l'any 1950, Rouen-Les-Essarts va ser reconegut com a un dels millors circuits d'Europa, amb boxs moderns, una pista àmplia i tribunes per als espectadors. Es tractava d'un circuit urbà (discorria, doncs, per carreteres públiques) i tenia unes quantes rectes mitjanes, un revolt de forquilla empedrat (el Nouveau Monde) a l'extrem sud i uns quants revolts cecs a través d'un vessant boscós. L'atractiu del traçat millorava força amb la pujada des de Nouveau Monde, a 56 msnm, fins a Grésil, a 149 m, amb desnivells superiors al 9%.
El circuit tenia diverses configuracions diferents. Des del 1950 fins al 1954 va tenir una longitud de 5,100 km. El 1955, després d'unes obres importants, se'n va augmentar la longitud fins a 6,542 km (la seva configuració més famosa).
La construcció d'una nova autopista a través del circuit va permetre d'afegir-hi un nou tram de pista i la longitud del circuit es va reduir a 5,543 km. Finalment, el 1974 es va construir una xicana permanent a Six Frères, un ràpid revolt en baixada on hi havia hagut accidents mortals, i aquesta part del circuit va passar a anomenar-se Des Roches.

## Història
Rouen va acollir cinc edicions del Gran Premi de França de Fórmula 1, l'última de les quals el 1968, en què es va produir la tràgica mort en un incendi de Jo Schlesser a Six Frères. El circuit, però, va continuar acollint curses de Fórmula 2 fins al 1978 i després es va fer servir per a diversos campionats francesos. A banda, els anys 1953 i 1965 va acollir el Gran Premi de França de motociclisme.
El circuit es va tancar el 1994 per raons econòmiques i de seguretat, ja que és molt difícil organitzar una cursa a la via pública si es volen complir les modernes normes de seguretat. El 1999, després del tancament del circuit, es van enderrocar totes les evidències del passat competitiu de la zona, incloses les tribunes, boxs, guarda-rails i senyals de la pista. També es va asfaltar la forquilla empedrada del Nouveau Monde. Malgrat tot, encara és possible circular per la configuració original del circuit.

## Historial del traçat

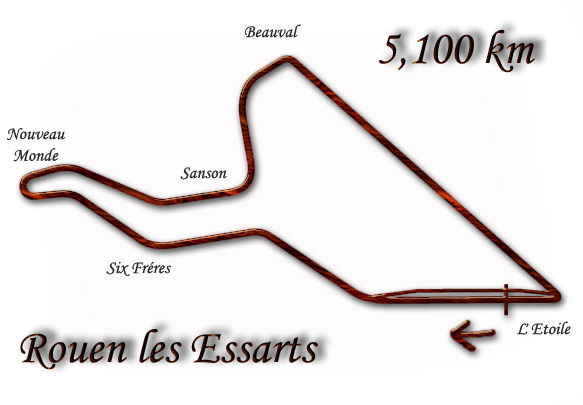
Traçat de 1951 a 1954
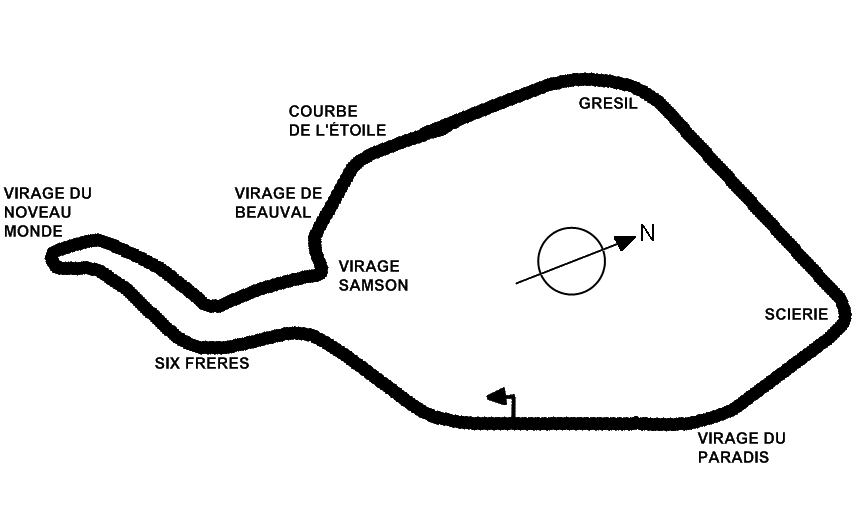
Traçat de 1955 a 1971
Traçat a partir de 1971

## Guanyadors del GP de França de F1 a Rouen-Les-Essarts
| Any  | Data        | Pilot guanyador    | Equip guanyador  | Resultats |
| ---- | ----------- | ------------------ | ---------------- | --------- |
| 1968 | 7 de juliol | Jacky Ickx         | Ferrari          | Resultats |
| 1964 | 28 de juny  | Dan Gurney         | Brabham - Climax | Resultats |
| 1962 | 8 de juliol | Dan Gurney         | Porsche          | Resultats |
| 1957 | 7 de juliol | Juan Manuel Fangio | Maserati         | Resultats |
| 1952 | 6 de juliol | Alberto Ascari     | Ferrari          | Resultats |